# University College London

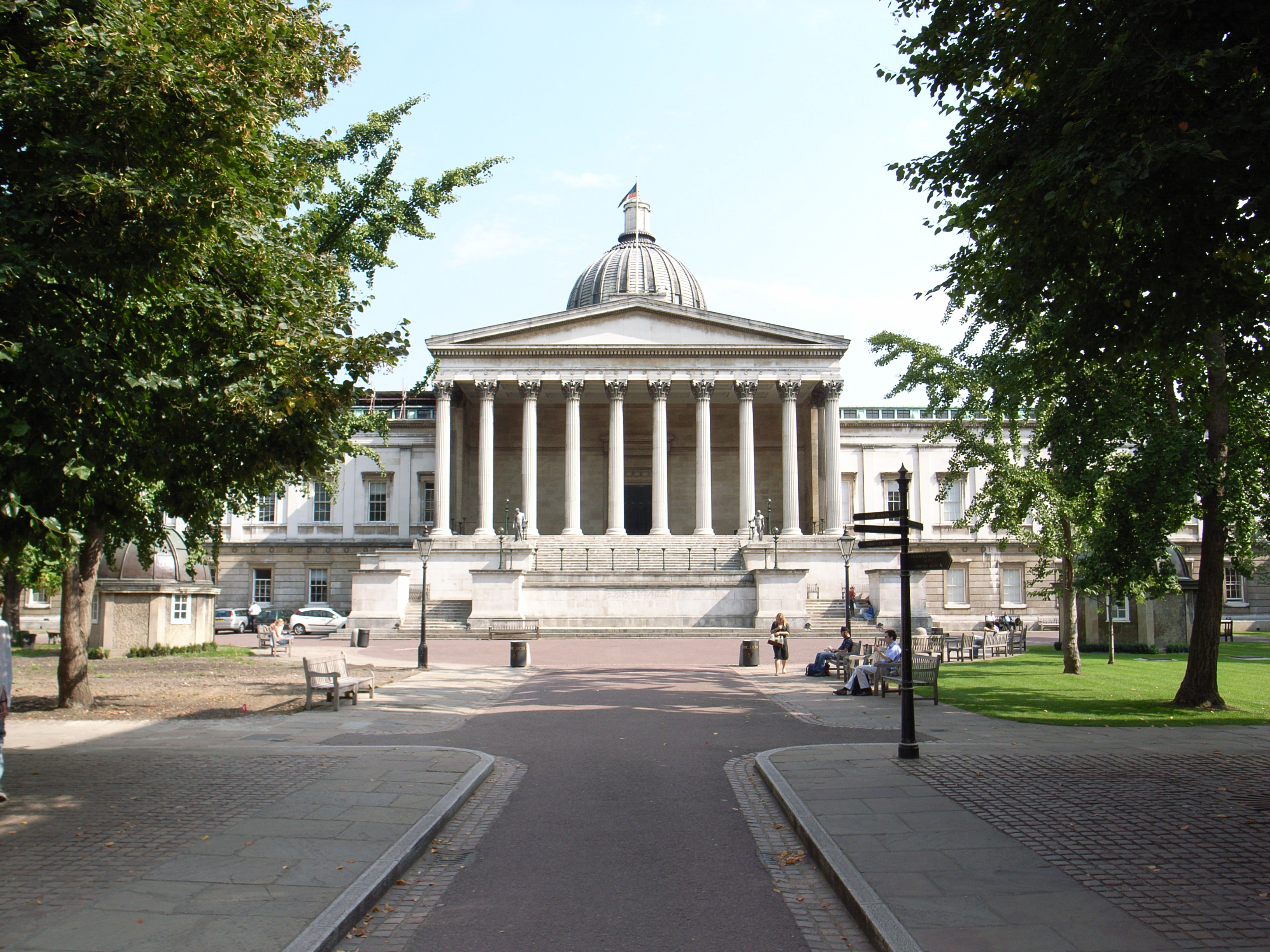

University College London (UCL) este o universitate din Londra, Regatul Unit și cea mai mare din cadrul mega-universității federale University of London. A fost prima universitate din Regatul Unit care a acceptat ca studenți persoane de altă religie decât cea anglicană, precum și femei.
Din 2009, UCL a ocupat locul 4 în lume conform clasamentului THE-QS World University Rankings, depășind pentru prima oară Universitatea Oxford. 

## Reputație academică

Clădirea principală

UCL este în topul primelor 3 universități britanice. Facultatea sa de drept este privită de către specialiști ca fiind cea mai bună din Regatul Unit, iar conform cotidianului The Guardian, UCL - împreună cu Imperial College London, London School of Economics și King’s College - are o reputație similară cu Oxford.
Clasări în topurile universităților: 
- Times Good University Guide (pentru Regatul Unit): Locul 4 (1994), Locul 6 (2004) și Locul 5 (2010)
- Independent Complete University Guide (pentru Regatul Unit): Locul 2 (2008)
- THE-QS QS World University Rankings (la nivel mondial): Locul 4 (2009-2014)

Conform unor date recente ale Thomson ISI Web of Knowledge, UCL este cea mai citată instituție academică din Regatul Unit, în timp ce Universitatea Oxford este a 18-a, iar Universitatea Cambridge a 20-a. Analiza acoperă 21 de domenii din perioada 1 ianuarie 1998 – 30 aprilie 2008, timp în care 46.166 de lucrări științifice ale UCL au fost citate de 803.566 ori, un indicator semnificativ al importanței și influenței de care se bucură universitatea. Rezultatele au relevat punctele forte:
- Medicină – Locul 1 în afara Americii de Nord
- Neurologie și studii comportamentale – Locul 1 în afara Americii de Nord și locul 2 în lume
- Psihiatrie / psihologie – Locul 1 în afara Americii de Nord
- Imunologie – Locul 2 în Europa
- Farmacologie și toxicologie – Locul 1 în afara Americii de Nord și locul 4 în lume
- Științe sociale – Locul 1 în afara Americii de Nord

## Istoric

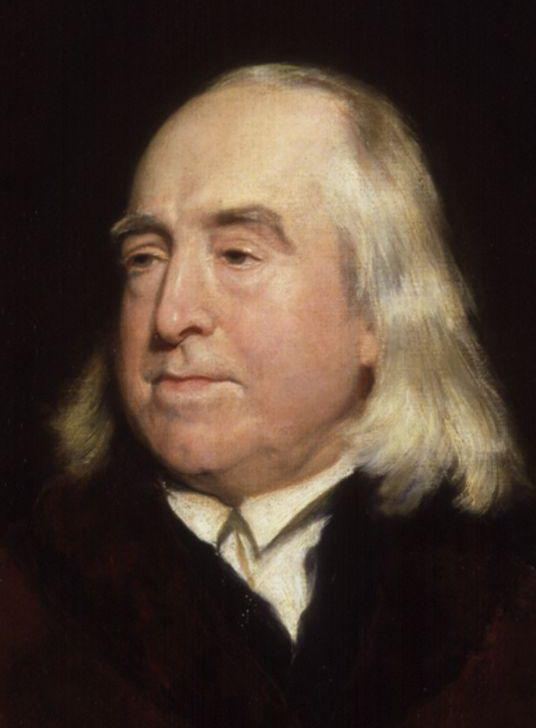
Jeremy Bentham

UCL a fost fondată în 1826 sub numele de London University, ca o alternativă pentru universitățile din Oxford și Cambridge, care la acea vreme nu acceptau studenți din afara bisericii anglicane. Este a treia universitate engleză ca vechime, cu toate că alte instituții dispută acest fapt. Deși filozoful Jeremy Bentham este privit ca principalul spirit din spatele înființării universității, el nu a luat parte personal la crearea ei, însă ideile sale radicale asupra educației și societății i-au inspirat pe fondatorii UCL, scoțienii James Mill (1773-1836) și Henry Brougham (1778-1868). Din cauza criteriilor liberale de admitere, cât și pentru excluderea strictă a religiei din mediul academic, membrii UCL au devenit cunoscuți ca The Godless Gowns of Gower Street, sau “Pelerinele necredincioase din strada Gower”.
În 1836 a fost redenumită prin decret regal University College London și împreună cu recent fondata King’s College devine parte din noua University of London, care astăzi cuprinde peste 50 de colegii și instituții. Cu toate acestea, sistemul federal de organizare al acesteia nu a permis UCL să emită propriile diplome decât în 1977. 
În 2008, UCL a fost prima universitate engleză care și-a deschis un campus in Australia, prin înființarea UCL School of Energy & Resources (SERAus) în Adelaide.

## Absolvenți și profesori celebri
Printre absolvenții UCL se numără atât “monștri sacri”, ca Mahatma Gandhi și Alexander Graham Bell, cât și celebrul comic Ricky Gervais sau toți cei patru membri ai formației Coldplay. Celebrul autor indian Rabindranath Tagore (care însă nu a absolvit), biologul John Maynard Smith și prim-miniștri japonezi Hirobumi Ito și Junichiro Koizumi au studiat și ei în Gower Street. Alți absolvenți celebri: Chaim Herzog (fost președnite israelian), Jomo Kenyatta (părintele Kenyei moderne), Edwin Waterhouse (unul din fondatorii PricewaterhouseCoopers), Christopher Nolan (regizorul filmului “The Dark Knight”) și Jonathan Ross (prezentator BBC). 
UCL are cel mai mare număr de profesori dintre toate universitățile britanice (cca. 4.000). Printre ei sunt 35 de membri ai Royal Society, 27 de membri ai British Academy și nu mai puțin de 20 de premii Nobel au fost acordate unor foști absolvenți și profesori din UCL (dintre care 10 în fiziologie și medicină). Toate cele 5  gaze nobile din sistemul periodic au fost descoperite de către Sir William Ramsay, fost decan al Facultății de Chimie din cadrul UCL, iar in 1896 Prof. Norman Collie a obținut prima radiografie medicală cu raze X.

## Locație
UCL este situată în zona Bloomsbury, districtul Camden din centrul Londrei. Campusul principal se află în Gower Street, deși universitatea deține alte 30 de clădiri în zonă. În incinta UCL se alfă și muzeul de arheologie egipteană Petrie, precum și teatrul Bloomsbury, unul din teatrele celebrului West End. În imediata apropiere se află British Museum, British Library, sediul central al University of London, gările St. Pancras International (punctul terminus pentru trenurile Eurostar) și King’s Cross, cât și Regent’s Park.
Stații de metrou în apropierea UCL (și liniile pe care se află): Euston Square (District & Circle), Warren Street și Euston (Northern, Victoria), Goodge Street (Northern).

## Facultăți și institute
- Arhitectură, construcții și planificare (UCL Bartlett School)
- Artă și științe umane (UCL-AH)
- Drept (UCL Laws)
- Inginerie (UCL Engineering)
- Științe bio-medicale (UCL Biomedical Sciences)
- Științe matematice și fizice (UCL-MAPS)
- Științe medicale (UCL-SLMS)
- Științe sociale și istorice (UCL-SHS)
- Științe ale vieții (UCL Life Sciences)
- Științe slavonice și est-europene (UCL-SSEES)

## Rivalitatea UCL-KCL
Între UCL și King’s College London (KCL) există de mult timp o rivalitate amicală (în mare parte). Studenții KCL se referă de multe ori la cei din UCL ca la “Netrebnicii din Gower Street”, obicei care își are originea într-un comentariu făcut la fondarea KCL (la 3 ani după UCL), care se bazează pe principiile religiei anglicane. La rândul lor, studenții UCL se referă la KCL ca la “Politehnica din Strand”.
Mascota KCL, Reggie (o statuie reprezentând un leu), a fost aparent furată de către studenți din UCL, dispărând pentru o bună parte a anilor ’90. Reggie fost găsit “castrat” într-un câmp, restaurat pentru nu mai puțin de 15.000 de lire sterline și în cele din urmǎ umplut cu beton pentru a împiedica un nou furt. Însă în prealabil, cei din KCL furaseră în anii ’30 mascota UCL, Phineas (reprezentând un șef amerindian). 
Există de asemenea și o legendă care spune că studenți din KCL ar fi furat și jucat fotbal cu capul lui Jeremy Bentham (al cărui trup îmbălsămat se află expus chiar în holul clădirii principale a UCL). Deși negat oficial de către UCL, acest mit nu a împiedicat conducerea universității să păstreze capul filozofului într-o locație sigură și să-l înlocuiască cu o replică de ceară.
Deși în anii ’50 au existat chiar lupte de stradă între studenți ai celor două universități animate de idei radical diferite, în present rivalitatea se manifestă printr-un joc anual de rugby (‘’Varsity’’).